# Hispano-Suiza 12H
L'Hispano-Suiza 12H, indicato anche come Type 51 dall'azienda costruttrice, fu un motore aeronautico 12 cilindri a V raffreddato a liquido sviluppato in Francia dall'azienda francospagnola Hispano-Suiza nei primi anni venti.
Realizzato per equipaggiare il prototipo del caccia Nieuport-Delage NiD 42, grazie alle prestazioni espresse dal modello venne accettato dal governo francese decretando di conseguenza il successo del propulsore, il quale diventò capostipite di una fortunata serie di motori che mantennero la stessa architettura V12.

## Versioni
12Ha

12Hb

12Hbr

12Hbxr

## Velivoli utilizzatori
Lista tratta da Hispano-Suiza: Les moteurs de tous les records (solo per modelli francesi e tranne il Caudron C.101)
 Germania
- Heinkel HD 23

 Francia
- Aviméta 88
- Blériot 125
- Blériot 127
- Breguet Bre 19 B2
- Breguet Bre 270
- Caudron C.101
- Latécoère 28.1
- Latécoère 32.2
- Latham 47
- Nieuport-Delage NiD-42
- Nieuport-Delage NiD-43
- Nieuport-Delage NiD-52
- Nieuport-Delage NiD-62
- Nieuport-Delage NiD-72
- Potez 26
- Potez 390

 Paesi Bassi
- Fokker C.V
- Fokker D.XIV

 Spagna
- Loring C.I

### Pubblicazioni
- (FR) Gérard Hartmann, Hispano-Suiza: Les moteurs de tous les records (PDF), su hydroretro.net, 26 aprile 2009.